# 프란체스코 페루치
프란체스코 페루치(Francesco Ferrucci 또는 Ferruccio, 1489년~1530년 8월 3일)는 이탈리아 전쟁에 참전했었던 피렌체 출신의 이탈리아인 군사 지휘관이다.

## 생애
상인의 직원으로 몇년을 보낸 후, 그는 어린 나이에 군인 생활을 시작하였으며 조반니 데 메디치 휘하의 검은 부대(조반니의 휘장에 있는 검은색 줄무늬에서 이름 붙어짐)에서 여러 이탈리아 전장을 돌며 견습 생활을 하며 대담한 전투가이자 무모한 자라는 평판을 얻었다. 교황 클레멘스 7세와 신성 로마 제국 황제 카를 5세는 코냐크 동맹 전쟁 기간에 메디치 가의 피렌체 복위를 결정했고, 피렌체 공화국을 침공했으며, 페루치는 피렌체의 지휘관으로 임명되어 대단한 용감함과 빠른 진군으로 제국군을 기습하는 등의 지략을 보여주었다.
1530년 초 볼테라가 피렌체와의 동맹을 저버리고 제국군 수비대가 점거하자, 페루치는 기습하여 탈환하였다. 그러나 그의 부재 동안에 제국은 배신을 통해 엠폴리를 점령했고 피렌체로 향하는 주요 도로를 차단시켜버렸다. 페루치는 피렌체 정부에 로마로 진군하여 교황에게 침공 위협을 가하여 피렌체에 우호적인 평화 협상을 해야한다고 제안했지만, 피렌체 전쟁 위원회는 그를 피렌체 외부 작전 사령관으로 임명했음에도 그의 너무나도 위험한 계획을 거부했다.
페루치는 배후에서 제국군을 공격하는 쪽으로 방향을 바꾸기로 결정했고 볼테라에서 시작하였다. 그러나 피사에서 그가 독감에 걸리며 한 달을 보내면서, 적은 그의 계획에 대한 풍문을 듣게 되었고 그의 공격에 대한 대비를 할 수 있었다. 페루치는 7월 말 피사에 4,000명을 남기고 떠났다. 피렌체의 포위된 사람들은 오랑주 공작 필리베르 드 샬롱의 휘하에 황제파의 상당수가 있다는 것을 알고있었기 때문에 페루치를 만나러 갔고, 후자와 협공하길 기대했지만, 그들의 사령관 말라테스타 발리오니의 배신으로 무산되었다.
홀로 남겨진 페루치는 8월 3일 가비나나에서 홀로 적의 대군을 맞이하게 되었다. 필사적인 전투에서 제국군은 처음으로 페루치의 맹공에 후퇴했고 오랑주 공작 또한 전사했다. 파브리치오 마르말도 휘하 2,000여명의 란츠크네히트 지원군이 도착하자, 피렌체군은 대부분 몰살당했으며, 페루치도 부상을 당한후 붙잡혔다. 마르말도는 개인적인 앙심으로 직접 그를 처형하였다: 대중들의 이야기에 따르면 페루치는 마르말도에게 마지막 말로 "Vile, tu uccidi un uomo morto!"("비겁한 놈, 넌 시체를 죽인 것이다!" )를 내뱉었다고 전해진다. 이 패배로 공화국의 운명이 결정되었으며, 9일 뒤 피렌체는 항복하였다. 마르말도의 행위는 그에게 불멸의 악명을 얻게 했으며, 심지어 그의 이름은 이탈리아어로 "악랄한"을 뜻하는 maramaldeggiare의 동의어로 변하기도 했다.

## 사후 신화
프란체스코 도메니코 구에라치의 가장 유명한 소설 L'Assedio di Firenze(피렌체 공방전)은 미화시킨 그의 생애를 바탕으로 하고 있으며, 1847년에 고프레도 마멜리가 작곡한 이탈리아의 국가인 Il Canto degli Italiani (이탈리아인의 노래)에도 인용됐다. 1849년 리보르노에서 연설한 가리발디는 "나는 페루치의 재를 칼로 만졌고 페루치 같이 죽는 법을 알게 될 것입니다."라고 그를 자신에 비유했다.
파시즘 정부 하에서, 그의 생애와 죽음은 상당하게 기리게 되었고, 그의 이름을 딴 축제가 그의 모범적인 삶을 사람들에게 심어주기 위해 피렌체에서 열리기도 했다. 그 당시 토스카나에서 태어난 남자 아이들이 '페루치'(Ferrucci) 또는 페루초(Ferruccio)라는 이름이 유행한 것이 부분적으로 설명된다.

## 같이 보기
- 콘도티에로
- 이탈리아 전쟁
- 코냐크 동맹 전쟁